# کیکو تو ایسامو
کیکو تو ایسامو (به ژاپنی: キクとイサム Kiku to Isamu) فیلمی به کارگردانی تاداشی ایمای است که در سال ۱۹۵۹ اکران شد. از بازیگران آن می‌توان به تانیه کیتابایاشی اشاره کرد.